# Robert Iwansson
Robert Natael Iwansson, född 28 maj 1892 i Skärstads socken, död 1 mars 1978 i Stockholm, var en svensk tandläkare.
Robert Iwansson var son till godsägaren Ivan Svensson. Efter studentexamen i Jönköping 1911 avlade han tandläkarexamen 1914. Iwansson hade tandläkarpraktik i Eksjö 1914–1924 och var från 1924 praktiserande tandläkare i Stockholm. 1921–1922 studerade han i Los Angeles. Iwansson var 1934 och 1937 tillförordnad laborator vid Tandläkarinstitutets protesavdelning. Han var styrelseledamot i Svenska tandläkaresällskapet 1928–1930, ordförande i dess fortsättningskursnämnd 1930–1933 och medlem av Svenska tandläkaretidskriftens redaktion 1928–1931. Han utgav grundläggande arbeten om jacketkronan.